# Municipio de Midland (condado de Gage)
El municipio de Midland (en inglés: Midland Township) es un municipio ubicado en el condado de Gage en el estado estadounidense de Nebraska. En el año 2010 tenía una población de 559 habitantes y una densidad poblacional de 7,3 personas por km².

## Geografía
El municipio de Midland se encuentra ubicado en las coordenadas 40°18′46″N 96°44′42″O / 40.31278, -96.74500. Según la Oficina del Censo de los Estados Unidos, el municipio tiene una superficie total de 76.6 km², de la cual 75,93 km² corresponden a tierra firme y (0,87 %) 0,67 km² es agua.

## Demografía
Según el censo de 2010, había 559 personas residiendo en el municipio de Midland. La densidad de población era de 7,3 hab./km². De los 559 habitantes, el municipio de Midland estaba compuesto por el 97,14 % blancos, el 0,54 % eran afroamericanos, el 1,61 % eran amerindios, el 0,36 % eran asiáticos y el 0,36 % eran de una mezcla de razas. Del total de la población el 0,18 % eran hispanos o latinos de cualquier raza.